# Jelenka (Orlické hory)
Jelenka (1085 m n. m.; někdy také Větrník či Vřesník, německy Lotzen Berg) je hora v Orlických horách. Nachází se asi 5 km lehce jihovýchodně od Deštného v Orlických horách, 5,5 kilometru severně od Zdobnice a 4 kilometry severozápadně od Orlického Záhoří. Hora je součástí Deštenského hřbetu; leží mezi Velkou Deštnou a Korunou.

## Vrchol a vegetace
Vrchol Jelenky se nachází asi 370 metrů od hřebenové Jiráskovy cesty, přechází přes něj neznačená pěšina. Hora je zalesněná smrčinou, místy podmáčenou. Na svazích se nacházejí produkty mrazového zvětrávání (balvanové proudy, mrazové sruby).